# Катал Джей Дод
Катал Джей Дод (на английски: Cathal J. Dodd) е канадски озвучаващ актьор, известен с озвучаването си на героя от Марвел Комикс, Върколак. Озвучава го още в анимационния сериал „Х-Мен“ от 1992 година. Много пъти му е давал глас във видеоигри като X-Men: Mutant Academy, Marvel Nemesis: Rise of the Imperfects и Marvel vs Capcom. Дод също озвучава героя–злодей в сериала Ace Ligting на BBC.

## Биография
Роден е на 23 ноември 1956 г.
Понякога е кредитиран като Кал Дод (на английски: Cal Dodd), участва в канадския телевизионен сериал Circus по CTV, от 1978 до 1983 г.

## Ролята на Върколак
- 1992–1997 – „Х-Мен“
- 1994 – X-Men: Children of the Atom
- 1995 – „Спайдър-Мен: Анимационният сериал“
- 1995 – Marvel Super Heroes
- 1995 – X-Men: Mutant Apocalypse
- 1996 – Marvel Super Heroes: War of the Gems
- 1996 – X-Men vs. Street Fighter
- 1996 – X-Men Cartoon Maker – игра за PC
- 1997 – Marvel Super Heroes vs. Street Fighter
- 1998 – Marvel vs. Capcom: Clash of Super Heroes
- 2000 – Marvel vs. Capcom 2: New Age of Heroes
- 2000 – X-Men: Mutant Academy
- 2005 – Marvel Nemesis: Rise of the Imperfects

## Други роли
- 1993 – Кадилаци и динозаври – Бринк
- 1995 – Гузбъмпс - куклата Слапи - в епизодите Night of the Living Dummy II, Night of the Living Dummy III, Bride of the Living Dummy (озвучава по-късно Слапи и в Night of the Living Dummy III, когато Рон Стефанюк е възпрепятстван)